# Pfalz D.VII
Le Pfalz D.VII était un avion de chasse biplan allemand de la Première Guerre mondiale. Il n'a pas été produit en série.

## Conception
Le Pfalz D.VII était un biplan aux ailes décalées, à corde constante. Il avait des entretoises simples parallèles entre les plans. La section centrale du plan supérieur était soutenue de chaque côté par un cadre rectangulaire à trois côtés, ouvert en bas, monté sur le dessus du fuselage. Il y avait des ailerons sur les plans supérieur et inférieur. En arrière du moteur rotatif, le fuselage du D.VII avait une section transversale arrondie, avec un cockpit ouvert monoplace, juste en dessous du bord de fuite de l'aile supérieure, dans laquelle une petite découpe améliorait la visibilité vers le haut. L'empennage horizontal était monté au milieu du fuselage. La dérive était droite et portait un gouvernail de direction plein, arrondi et muni de masses d'équilibrage. Le D.VII avait un train d'atterrissage conventionnel fixe, avec des roues principales montées sur un essieu unique, soutenues à chaque extrémité par une paire de jambes en forme de V. Il y avait une béquille de queue largement dimensionnée. Le D.VII était armé d'une paire de mitrailleuses fixes LMG 08/15, l'armement standard des chasseurs monoplaces allemands de l'époque.
Commençant son programme d'essais en vol vers la fin 1917, le Pfalz D.VII fut équipé de trois types de moteurs rotatifs à l’essai : le Oberursel U.III de 145 ch (108 kW), le Goebel Goe.III de 160 ch (119 kW) et le Siemens & Halske Sh.III de même puissance. Ces moteurs entraînaient des hélices bipales et quadripales. Des ailerons avec et sans masses d'équilibrage ont été testés.

## Engagements
Le D.VII fut l’un des trois avions Pfalz à avoir participé au premier concours des chasseurs organisé par l'Idflieg (Inspektion der Fliegertruppen, inspection de l’aviation) qui s’est déroulé à Adlershof en janvier et février 1918, les deux autres modèles étant le D.VI et le D.VIII. Le D.VI obtint son certificat de type en février 1918, mais ne réussit pas à obtenir une commande pour une fabrication en série.